# Théâtre national Wallonie-Bruxelles
Le théâtre national Wallonie-Bruxelles (anciennement théâtre national de Belgique) est une institution théâtrale fondée à Bruxelles en 1945 par Jacques Huisman et René Hainaux,.

## Histoire
Le théâtre national de Belgique naît le 19 septembre 1945 par arrêté du prince Régent. Parmi les missions qui lui sont confiées : « contribuer à la diffusion de la culture, répandre le goût du théâtre de qualité, faire connaître en Belgique et à l’étranger le théâtre belge (auteurs, metteurs en scène, comédiens, décorateurs, etc.) et relever la condition sociale et professionnelle des comédiens ». Cette dernière mission est confirmée en 1958, lorsque le théâtre national devient « établissement d'utilité publique ».
En 1961, le théâtre national de Belgique s'installe au Centre Rogier, entre la place Rogier et la gare du Nord, non loin de la place de Brouckère, au centre de Bruxelles, dans un espace spécialement construit pour lui. Le Centre Rogier étant voué à la démolition en 1999, le TNB quitte la place Rogier et emménage provisoirement non loin de là, dans l'ancien cinéma Pathé Palace, avant de s'installer, toujours dans le centre, dans un bâtiment nouvellement construit selon les plus récents critères scénographiques au boulevard Émile Jacqmain et inauguré le 16 novembre 2004 et devient le « Théâtre national de la Communauté française de Belgique » (dite aussi Fédération Wallonie-Bruxelles).
Le nouveau théâtre national de la Communauté française de Belgique comporte notamment une grande salle de 750 places, une petite salle de 250 places, un vaste foyer sur quatre étages avec deux bars, une salle de répétition, un studio son, etc.
Depuis, 2008, le théâtre National collabore régulièrement avec le Koninklijke Vlaamse Schouwburg (KVS), son pendant de langue néerlandaise, installé à Bruxelles dans le même quartier.
Les archives du Théâtre National sont conservées aux Archives et Musée de la Littérature.

## Directeurs
- 1945-1949 : Jacques et Maurice Huisman
- 1949-1985 : Jacques Huisman seul
- 1985-1990 : Jean-Claude Drouot
- 1990-2005 : Philippe van Kessel
- 2005-2016 : Jean-Louis Colinet
- 2016-2021 : Fabrice Murgia
- Depuis 2021 : Pierre Thys